# 谢仁冰
谢仁冰（1883年—1952年），江苏武进人，中国近代工商业者、社会活动家。中国民主促进会第一届理事会理事，第三届中央理事会理事，上海市分会主任理事。曾任华东军政委员会委员，苏南行署委员等职。

## 生平
1944年，他与王绍鏊、曹鸿翥、冯少山等人组织“二酉社”，进行反国民政府活动。

## 家庭
大儿子谢启泰，即章汉夫，曾任中华人民共和国外交部常务副部长；小儿子谢启美，曾任中国常驻联合国副代表、联合国副秘书长。